# Aritmética vegetal
La aritmética vegetal es una forma de cognición encontrada en plantas por la cual éstas parecen ser capaces de contar y realizar operaciones aritméticas sencillas.

## Ejemplos

### Venus atrapamoscas

Cierre de la Venus atrapamoscas.

La Venus atrapamoscas puede contar hasta dos y cinco a fin de atrapar y digerir a su presa.
La Venus atrapamoscas es una planta carnívora que caza sus presas con una estructura inmovilizante formada por la porción terminal de las hojas de la planta, la cual se ve activada por pequeños pelos sensitivos en la superficie de las hojas. Cuando un insecto se posa sobre las hojas y hace contacto con uno de estos pelos, la planta se prepara para cerrar las hojas y aprisionar a la presa, pero solo efectúa verdaderamente esta acción si el insecto a continuación contacta con otro pelo más en un lapso de 20 segundos, un sistema de seguridad para impedir que partículas objetos inertes sin valor nutricional activen la trampa por accidente. De capturarse exitosamente al insecto, la planta no iniciará la digestión hasta que cinco otros pelos hayan hecho contacto, generalmente como parte de los intentos de su presa por escapar; ésta es a su vez una medida diseñada para asegurarse de que se trata de un insecto fresco y valioso.
El mecanismo de la Venus se encuentra tan especializado que es capaz de distinguir a su presa de estímulos muy diversos, como gotas de lluvia; las hojas de la planta sólo se cerrarán siguiendo la clave anteriormente mencionada por mucho que las gotas puedan tocar varios pelos al azar.

### Arabidopsis thaliana

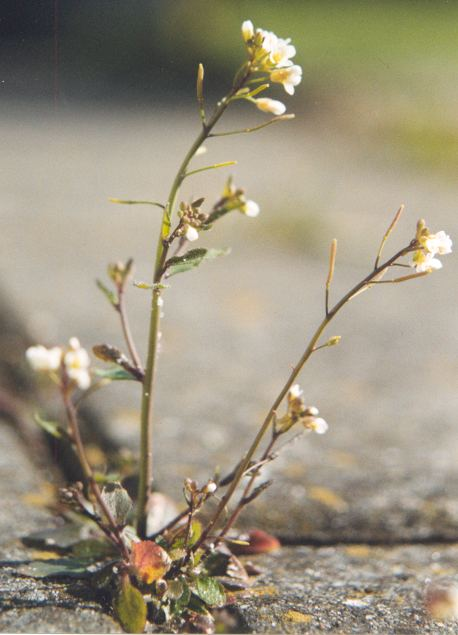
Arabidopsis thaliana.

La Arabidopsis thaliana realiza divisiones para regular su uso de almidón al caer la noche.
La mayoría de plantas acumulan almidón por el día y lo metabolizan a un paso regular durante la noche. Sin embargo, si el descenso de la luz llega inusualmente temprano, la Arabidopsis thaliana reduce su uso de almidón en un proceso que requiere división, ya sea explícita o implícita. Existen explicaciones alternativas, habiéndose teorizado por ejemplo que el mecanismo lo regula en realidad la cantidad de azúcares solubles, aunque esta hipótesis no satisface todas las cuestiones abiertas.